# Juegos de la Mancomunidad de 2006

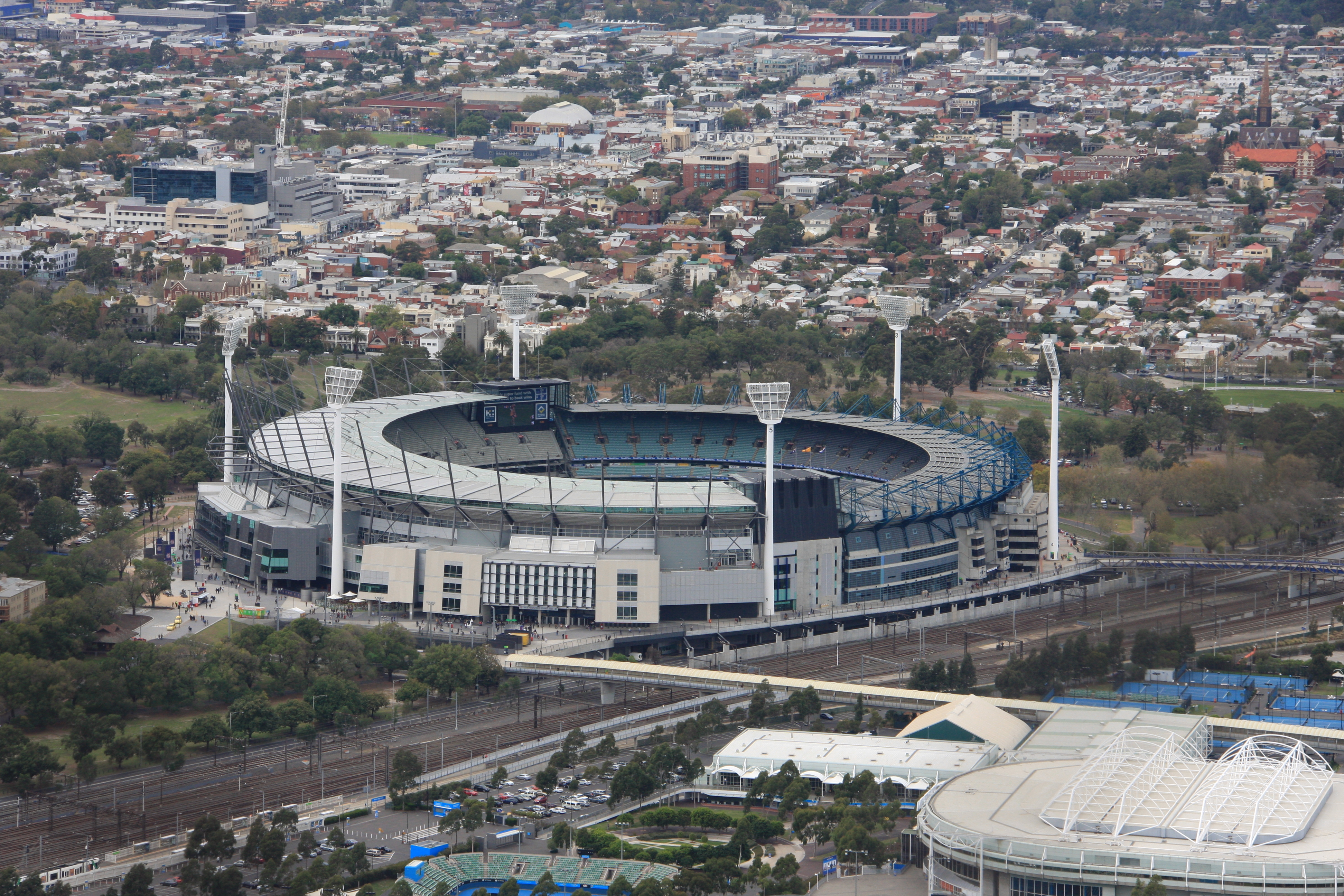
Melbourne Cricket Ground durante las competiciones de atletismo.

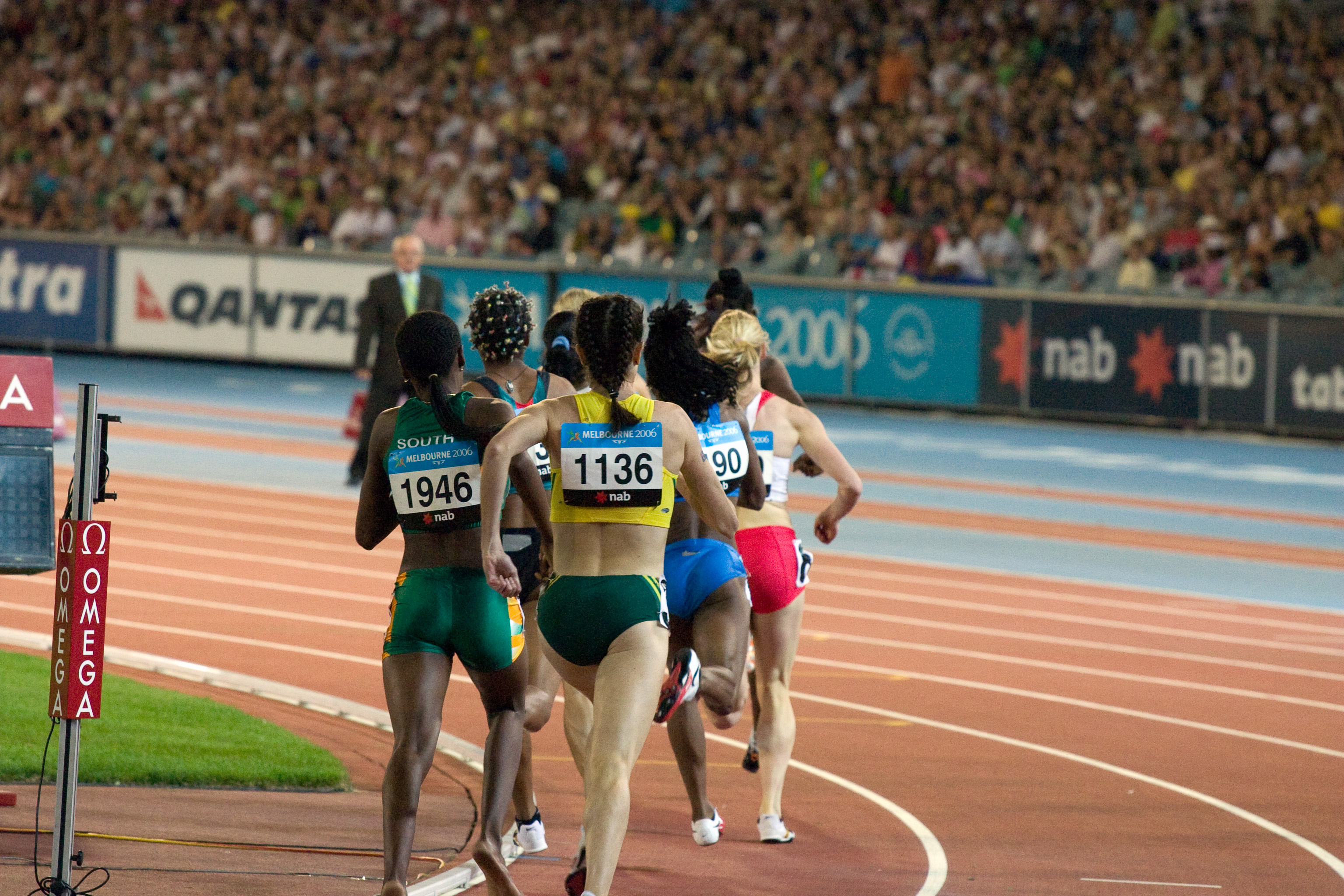
Atletismo en los Juegos de la Mancomunidad de 2006.

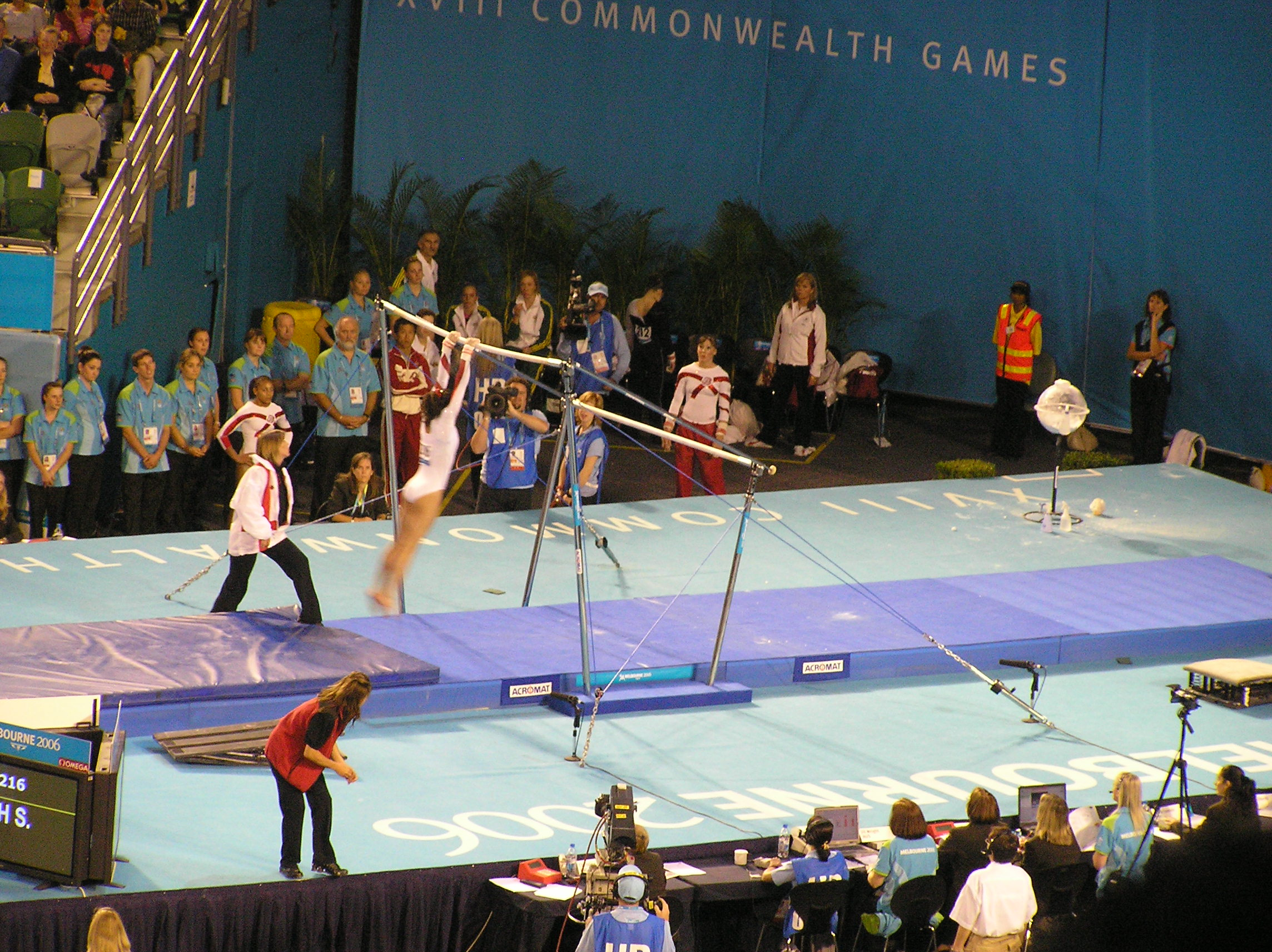
Gimnasia en los Juegos de la Mancomunidad de 2006.

Los XVIII Juegos de la Mancomunidad se celebraron en Melbourne (Australia), del 15 al 26 de marzo de 2006 bajo la denominación Melbourne 2006.

Participaron un total de 4500 deportistas representantes de 71 estados pertenecientes a la Mancomunidad de Naciones. El total de competiciones fue de 247 repartidas en 16 deportes.

## Medallero
| Núm. | País               | Oro | Plata | Bronce | Total |
| ---- | ------------------ | --- | ----- | ------ | ----- |
| 1    | Australia          | 84  | 69    | 68     | 221   |
| 2    | Inglaterra         | 36  | 40    | 37     | 113   |
| 3    | Canadá             | 26  | 30    | 31     | 87    |
| 4    | India              | 22  | 17    | 10     | 49    |
| 5    | Sudáfrica          | 12  | 13    | 13     | 38    |
| 6    | Escocia            | 11  | 7     | 11     | 29    |
| 7    | Jamaica            | 10  | 4     | 8      | 22    |
| 8    | Malasia            | 7   | 12    | 10     | 29    |
| 9    | Nueva Zelanda      | 6   | 12    | 14     | 32    |
| 10   | Kenia              | 6   | 5     | 7      | 18    |
| 11   | Singapur           | 5   | 6     | 7      | 18    |
| 12   | Nigeria            | 4   | 6     | 7      | 17    |
| 13   | Gales              | 3   | 5     | 11     | 19    |
| 14   | Chipre             | 3   | 1     | 2      | 6     |
| 15   | Ghana              | 2   | 0     | 1      | 3     |
| 15   | Uganda             | 2   | 0     | 1      | 3     |
| 17   | Pakistán           | 1   | 3     | 1      | 5     |
| 18   | Papúa Nueva Guinea | 1   | 1     | 0      | 2     |
| 19   | Isla de Man        | 1   | 0     | 1      | 2     |
| 19   | Namibia            | 1   | 0     | 1      | 2     |
| 19   | Tanzania           | 1   | 0     | 1      | 2     |
| 22   | Sri Lanka          | 1   | 0     | 0      | 1     |
| 23   | Mauricio           | 0   | 3     | 0      | 3     |
| 24   | Bahamas            | 0   | 2     | 0      | 2     |
| 24   | Irlanda del Norte  | 0   | 2     | 0      | 2     |
| 26   | Camerún            | 0   | 1     | 2      | 3     |
| 27   | Botsuana           | 0   | 1     | 1      | 2     |
| 27   | Malta              | 0   | 1     | 1      | 2     |
| 27   | Nauru              | 0   | 1     | 1      | 2     |
| 30   | Bangladés          | 0   | 1     | 0      | 1     |
| 30   | Granada            | 0   | 1     | 0      | 1     |
| 30   | Lesoto             | 0   | 1     | 0      | 1     |
| 33   | Trinidad y Tobago  | 0   | 0     | 3      | 3     |
| 34   | Seychelles         | 0   | 0     | 2      | 2     |
| 35   | Barbados           | 0   | 0     | 1      | 1     |
| 35   | Fiyi               | 0   | 0     | 1      | 1     |
| 35   | Mozambique         | 0   | 0     | 1      | 1     |
| 35   | Samoa              | 0   | 0     | 1      | 1     |
| 35   | Suazilandia        | 0   | 0     | 1      | 1     |
|      | TOTAL              | 245 | 245   | 257    | 747   |

| Predecesor: Mánchester 2002 | XVIII Juegos de la Mancomunidad 2006 | Sucesor: Nueva Delhi 2010 |